# Austrachelas wassenaari
Austrachelas wassenaari is een spinnensoort uit de familie Gallieniellidae. De soort komt voor in Zuid-Afrika.